# والدهوسن
والدهوسن (به آلمانی: Waldhausen) یک منطقهٔ مسکونی در اتریش است که در ناحیه تسوتل واقع شده‌است. والدهوسن ۳۹٫۸۵ کیلومتر مربع مساحت دارد ۶۸۲ متر بالاتر از سطح دریا واقع شده‌است.